# Xenotrichula quadritubulata
Xenotrichula quadritubulata is een buikharige uit de familie Xenotrichulidae. Het dier komt uit het geslacht Xenotrichula. Xenotrichula quadritubulata werd in 1988 voor het eerst wetenschappelijk beschreven door Kisielevski. 